# Philippe Le Hardy de Beaulieu
Philippe Le Hardy de Beaulieu (Wavre, 27 de octubre de 1887-Bruselas, 22 de noviembre de 1922) fue un deportista belga que compitió en esgrima, especialista en la modalidad de espada. Participó en dos Juegos Olímpicos de Verano en los años 1912 y 1920, obteniendo dos medallas, bronce en Estocolmo 1912 y plata en Amberes 1920.

## Palmarés internacional
| Juegos Olímpicos | Juegos Olímpicos   | Juegos Olímpicos  | Juegos Olímpicos   |
| Año              | Lugar              | Medalla           | Prueba             |
| ---------------- | ------------------ | ----------------- | ------------------ |
| 1912             | Estocolmo (Suecia) | Medalla de bronce | Espada individual  |
| 1920             | Amberes (Bélgica)  | Medalla de plata  | Espada por equipos |